# پالس الکترومغناطیسی

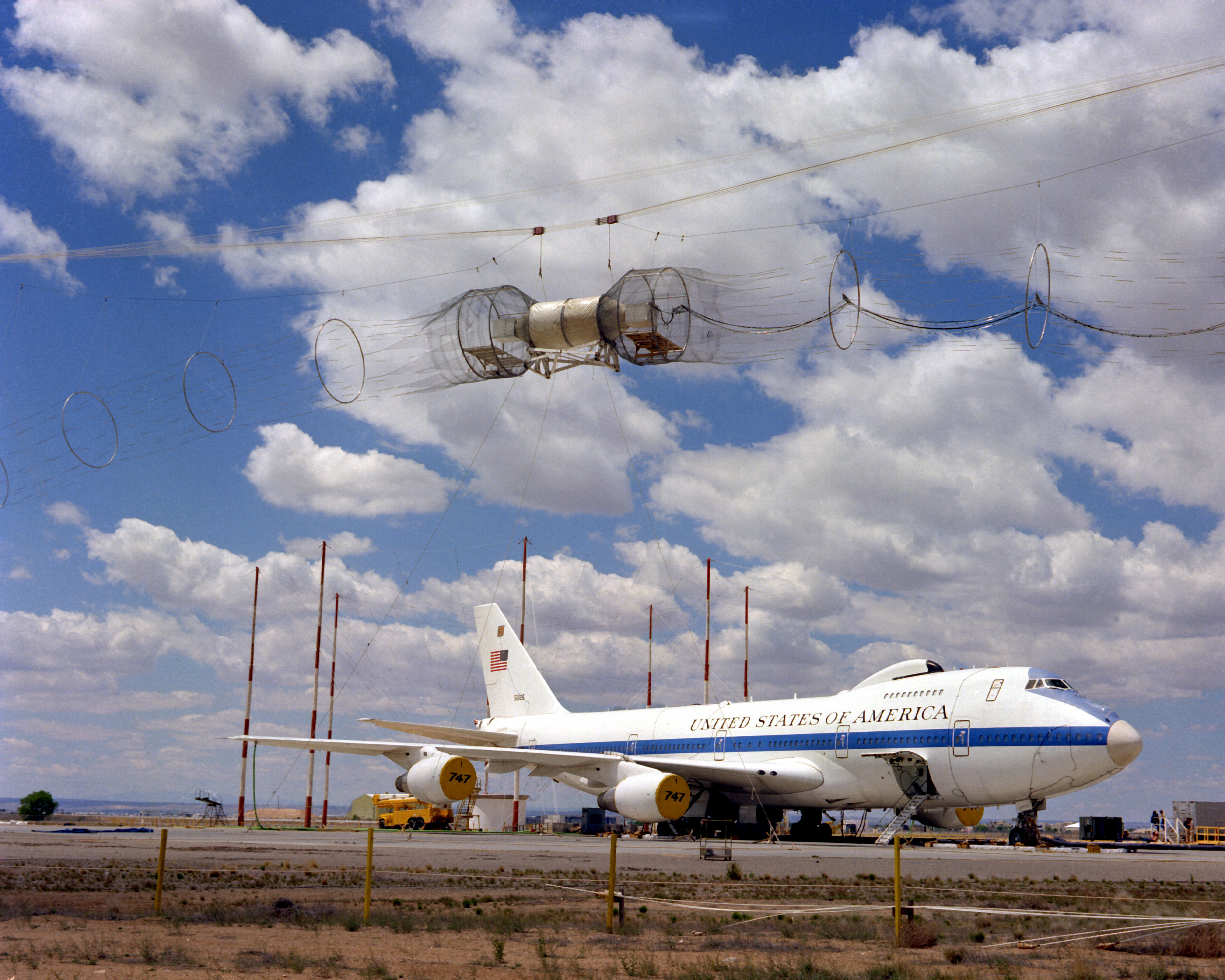
آزمایش پالس الکترومغناطیسی بر روی هواپیمای بوئینگ ئی-۴

پالس الکترومغناطیسی (به انگلیسی: Electromagnetic pulse) یا EMP یا "تَپِ الکترومغناطیسی" که به آن اختلال الکترومغناطیسی گذرا نیز می‌گویند، یک انفجار زودگذر از انرژی الکترومغناطیسی است. منشأ یک پالس الکترومغناطیسی می‌تواند طبیعی یا مصنوعی باشد و می‌تواند به صورت میدان الکترومغناطیسی، میدان الکتریکی، میدان مغناطیسی یا جریان الکتریکی هدایت شده رخ دهد. تداخل الکترومغناطیسی ناشی از یک پالس الکترومغناطیسی می‌تواند ارتباطات را مختل کرده و به تجهیزات الکترونیکی آسیب برساند. یک پالس الکترومغناطیسی مانند یک صاعقه می‌تواند به اشیایی مانند ساختمان‌ها و هواپیما آسیب فیزیکی وارد کند. مدیریت اثرات پالس الکترومغناطیسی در شاخه‌ای از مهندسی به نام سازگاری الکترومغناطیسی مطالعه می‌شود.

## روش کار

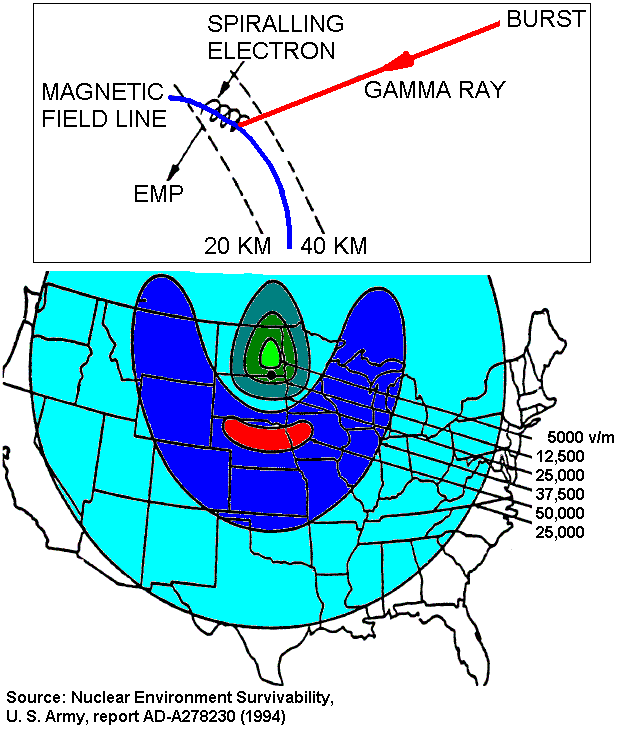
نسخه رنگی تصاویر از گزارش ارتش ایالات متحده در سال 1994 ADA278230، «بقای محیط هسته ای». این مکانیزم برای یک EMP انفجاری در ارتفاع ۴۰۰ کیلومتری است: پرتوهای گاما بین ۲۰ تا ۴۰ کیلومتر ارتفاع به اتمسفر برخورد می‌کنند و الکترون‌هایی را بیرون می‌ریزند که سپس توسط میدان مغناطیسی زمین به طرفین منحرف می‌شوند. این باعث می‌شود که الکترون‌ها EMP را در یک منطقه عظیم تابش کنند. به دلیل انحنای میدان مغناطیسی زمین بر روی ایالات متحده، حداکثر EMP در جنوب انفجار و حداقل در شمال رخ می‌دهد.

وقتی یک انفجار هسته‌ای در فضای بالای یک هدف رخ می‌دهد، سه نوع پالس الکترومغناطیسی E1 و E2 و E3 آزاد می‌کند. پالس E1 شامل اشعه‌های گاما است که با مولکول‌های هوا در تقریباً ۲۰ مایل بالای زمین برخورد می‌کنند، سپس الکترون‌ها فرو می‌ریزند که توسط میدان مغناطیسی طبیعی زمین به داخل کشیده می‌شوند. پالس E2 حاصل نوترون‌های فعالی است که درهر جهت شلیک می‌شوند و پالس E3 با توجه به اندازه خود توپ هسته‌ای رخ می‌دهد که بر میدان مغناطیسی زمین اثر می‌گذارد.
برخی جنبه‌های انفجارهای الکترومغناطیسی EMP هسته‌ای مشخص است. طبق گزارش‌های منتشر شده، هر یک از سه نوع مختلف پالس (E1 ،E2 و E3) به روش‌های مختلف، انواع مختلف سیستم‌های الکتریکی را تحت تأثیر قرار می‌دهند. E1 آنتن‌های محلی، کابل‌های کوتاه، تجهیزات داخل ساختمان، مدارهای مجتمع، سنسورها، سیستم‌های ارتباطی، سیستم‌های حفاظتی و کامپیوترها را تحت تأثیر قرار می‌دهد. E2 شبیه به حمله رعد و برق عمل می‌کند و بر دیگر خطوط رسانای عمودی، دکل‌های آنتن عمودی و هواپیمای دارای آنتن‌های سیم ردیابی اثر می‌گذارد و پالس E3 می‌تواند بر خطوط برق و خطوط ارتباطات طولانی مثل کابل‌های زیرآبی و زیرزمینی اثر بگذارد و خطوط برق تجاری و خطوط ثابت برق را مختل کند. به‌طور کلی، بیشترین آسیب از پالس E1 و E3 ناشی خواهد شد که باعث اختلال در فناوری امروزی می‌شود. پس از انفجار، ژنراتورها ممکن است بتوانند هنوز نیروی برق را تأمین کنند، اما در اکثر موارد، مردم دسترسی به برق نخواهند داشت.